# Ana-Carolina Kleine
Ana-Carolina Kleine (* 11. Mai 1994 in Stuttgart) ist eine deutsche Schauspielerin.

## Leben
Ana-Carolina Kleines Mutter war Tänzerin beim Stuttgarter Ballett und Tanzpädagogin an der John-Cranko-Schule, ihr Vater arbeitete als Bühnenmanager für dieselbe Ballettkompanie.
Ihre Eltern machten Kleine schon früh mit der Welt des Balletts und Theaters vertraut. Ana-Carolina Kleine beteiligte sich an Schulaufführungen und nahm als Kind an Castings für verschiedene Fernsehrollen teil. Sie war unter anderem im Tatort zu sehen und spielt seit 2010 die Celine Schneider bei „Die Fallers – eine Schwarzwaldfamilie“.
Ana-Carolina Kleine studierte neben den Dreharbeiten Biologie in Göttingen und später Sozialpädagogik an der HAWK in Holzminden, wo sie ihren Abschluss als Jahrgangsbeste machte und für ihre Bachelorarbeit mit dem Preis der Stadt Holzminden ausgezeichnet wurde.
Daneben malt sie und arbeitet mit Keramik. Einige ihrer Werke wurden in Malta ausgestellt.
Seit 2021 steht Kleine auch regelmäßig im europäischen Ausland vor der Kamera.

## Filmografie
- 2006: Tatort – Nachtwanderer
- 2008: Ein Fall für B.A.R.Z. – Mundraub
- seit 2010: Die Fallers – Die SWR Schwarzwaldserie
- 2023: Ein Sommer auf Malta (Fernsehreihe)